# Nadowli-Kaleo District
Koordinaten: 10° 18′ N, 2° 37′ W
Der Nadowli-Kaleo District im Nordwesten Ghanas ist einer von elf Distrikten der Upper West Region und hat im Westen eine gemeinsame Grenze mit dem Nachbarland Burkina Faso. Er entstand 2012 bei der Teilung des vormaligen Nadowli District und beherbergt mehrere Paramouncies, also Gebiete traditioneller Autoritäten.

## Bevölkerung
Die größten ethnischen Gruppen des Distriktes sind die Dagaaba und Sisaala.
Wichtigste Religionen sind das Christentum (69 %) und der Islam (17 %).

## Geografische Lage
Die Lage am Mouhoun, der die Westgrenze des gesamten Distriktes bildet, prägt das Hügelland von Nadowli-Kaleo.
Der Vegetationstyp ist Grassavanne. Die Regenzeit ist zwischen April und Oktober.
Die Nationalstraße 12 führt auf ihrer Weg von Wa nach Hamile in Süd-Nord-Richtung durch den Distrikt, die Nationalstraße 18 führt an der Ostgrenze des Distriktes entlang nach Norden.